# Nguyên đơn
Nguyên đơn (Π trong tốc ký pháp lý) là bên người khởi tạo một vụ kiện (còn được gọi là một hành động) trước một tòa án. Bằng cách đó, nguyên đơn tìm kiếm một biện pháp pháp lý; nếu việc kiện này thành công, tòa án sẽ đưa ra phán quyết có lợi cho nguyên đơn và đưa ra lệnh của tòa án thích hợp (ví dụ: án lệnh bồi thường thiệt hại).
Trong một số khu vực tài phán, một vụ kiện được bắt đầu bằng cách nộp giấy triệu tập, mẫu đơn yêu cầu hoặc khiếu nại. Những tài liệu này được gọi là cáo buộc, quy định những sai phạm bị cáo buộc của bị cáo hoặc bị cáo với yêu cầu cứu trợ. Trong các khu vực pháp lý khác, hành động được bắt đầu bằng dịch vụ của quy trình pháp lý bằng cách cung cấp các tài liệu này cho bị đơn bởi một máy chủ quy trình; họ chỉ được đệ trình lên tòa án sau đó với một bản khai từ nơi xử lý quy trình mà họ đã được trao cho bị đơn theo các quy tắc tố tụng dân sự. 